# Loxosceles deserta
Loxosceles deserta là một loài nhện trong họ Sicariidae.
Loài này thuộc chi Loxosceles. Loxosceles deserta được miêu tả năm 1973 bởi Gertsch.